# Квінт Помпей Віфінік
Квінт Помпей Віфінік (*Quintus Pompeius Bithynicus, 108 до н. е. —48 до н. е.) — політичний діяч Римської республіки.

## Життєпис
Походив з плебейського роду Помпеїв. Син Авла Помпея, народного трибуна 102 року до н. е. Здобув гарну освіту, знався на красномовстві та філософії. Стає другом Марка Цицерона. з яким протягом життя листувався. Невідомо за яких обставин та коли стає сенатором.
У 75 році до н. е. після смерті Нікомеда IV Філопатора, царя Віфінії, було оголошено заповіт останнього, за яким Віфінія передавалася Римській рсепубліці. Того ж року Квінта Помпея спрямовано до цього царство, щоб облаштувати справи. До 74 році до н. е. завдяки Помпею Віфінія мирно перетворилася на чергову провінцію Риму. За це він отримав агномен Віфінік.
В подальшому Помпей підтримував спочатку триумвірів — Гая Цезаря, Красса та Гнея Помпея. З початком громадянської війни у 49 році до н. е. став на бік Гнея Помпея Магна. Брав участь у битві при Фарсалі у 48 році до н. е. Був у почті Гнея Помпея, коли той втік до Єгипту. Разом з останнім Віфінік й загинув, за наказом царя Птолемея XIII.

## Родина
Авл Помпей, претор 44 року до н.е. Очолював залогу Мессани (Сицилія). Був союзником Секста Помпея, проте зрештою вбитий останнім.